# Peter Lohner
Peter Lohner (* 11. September 1962 in Bremen) ist ein deutscher Filmproduzent.

## Leben und Karriere
Lohner wuchs als Sohn deutscher Emigranten in Kalifornien auf, wo sein Vater Edgar Lohner Vergleichende Literaturwissenschaft und seine Mutter Marlene Lohner Germanistik an der Stanford University lehrten. Sein älterer Bruder ist der Komponist, Medienkünstler und Filmemacher Henning Lohner. Peter Lohner studierte von 1982 bis 1986 Rechtswissenschaften an den Universitäten Mainz, Genf und München. Seine Referendarausbildung absolvierte er zeitweise in Spanien. 1989 legte er das Zweite Juristische Staatsexamen ab.
Seine Karriere als Produzent begann in den 1990er Jahren mit Dokumentarfilmen über Künstler wie Karlheinz Stockhausen, John Cage, Dennis Hopper und Gerhard Richter, bei denen sein Bruder Henning Regie führte und die künstlerische Verantwortung innehatte.
Von 1995 bis 1997 arbeitete er als Redakteur für den Bereich „Fiction“ bei ProSieben in München. 1996 war er für ProSieben Produzent bei dem Krimi Gnadenlos – Zur Prostitution gezwungen. Von 1998 bis 2000 war er Produzent der zur Trebitsch-Gruppe gehörenden Filmproduktionsfirma  Real Film in Köln. Als Produzent arbeitete er anschließend u. a. für RTL (1999, Schrei – denn ich werde dich töten!), für das ZDF (2004 bei Sterne leuchten auch am Tag mit Veronica Ferres in der Hauptrolle; 2006 beim Spreewaldkrimi: Das Geheimnis im Moor und 2007 bei Der Tod meiner Schwester mit Désirée Nosbusch in der Hauptrolle) sowie für den Saarländischen Rundfunk und Degeto Film GmbH (2006 beim Tatort: Aus der Traum, 2007 beim Tatort: Der Tote vom Straßenrand und 2008 beim Tatort: Das schwarze Grab). Für die Tatort-Krimis verpflichtete Lohner, der damals Produzent bei der Telefilm Saar GmbH war, den Schauspieler Maximilian Brückner als neuen Tatort-Kommissar.
Von 2009 bis 2012 war er Geschäftsführer der Fine Time Filmproduktions GmbH. 2011 war er Produzent des Kinofilms Null Uhr 12 mit Bernd Michael Lade, Meret Becker und Dieter Landuris in den Hauptrollen. Das Drehbuch, das Hauptdarsteller und Regisseur Bernd Michael Lade selbst verfasst hatte, hatte Lohner zufällig in einer Mülltonne gefunden. Seit 2012 ist er Produzent bei der Beta Film GmbH. Mit Beta-Film war Lohner unter anderem Ko-Produzent bei den internationalen Fernsehserien Borgia (2011–2014) und Gomorrha (2014). Mit Beta-Film war Lohner auch Ko-Produzent bei der internationalen, historischen Fernsehserie Capitan Alatriste – Mit Dolch und Degen (2015). Für die Rolle des Prince of Wales besetzte Lohner den Nachwuchsschauspieler Constantin von Jascheroff.
Für den ARD-Fernsehfilm Einfach die Wahrheit (2013; Regie: Vivian Naefe) mit Katja Flint, Heiner Lauterbach und Ursina Lardi in den Hauptrollen verfasste er gemeinsam mit Hardi Sturm das Drehbuch.
Für den Film Sterne leuchten auch am Tag, den Lohner gemeinsam mit dem Produzenten Wolfgang Esser realisiert hatte, wurden Lohner/Esser 2004 als beste Produzenten für den VFF TV-Movie Award nominiert.

## Filmografie (Auswahl)
- 1996: Gnadenlos – Zur Prostitution gezwungen, Krimi
- 1997: Dumm gelaufen, Komödie
- 1998: Cascadeur – Die Jagd nach dem Bernsteinzimmer[11], Action-/Abenteuerfilm
- 1999: Schrei – denn ich werde dich töten!, Horrorfilm
- 2004: Sterne leuchten auch am Tag, Fernsehfilm
- 2006: Geküsst wird vor Gericht
- 2006: Spreewaldkrimi: Das Geheimnis im Moor, Krimi
- 2006: Tatort: Aus der Traum, Krimi
- 2007: Der Tod meiner Schwester, Fernsehfilm
- 2007: Tatort: Der Tote vom Straßenrand, Krimi
- 2008: Tatort: Das schwarze Grab, Krimi
- 2011: Null Uhr 12, Krimi
- 2011–2014: Borgia, Fernsehserie (Ko-Produktion)
- 2013: Einfach die Wahrheit, Fernsehfilm (Drehbuch)
- 2014: Gomorrha, Fernsehserie (Ko-Produktion)
- 2015: Capitan Alatriste – Mit Dolch und Degen, Fernsehserie (Ko-Produktion)